# 4411 Kochibunkyo
4411 Kochibunkyo eller 1990 AF är en asteroid i huvudbältet som upptäcktes den 3 januari 1990 av den japanska astronomen Tsutomu Seki vid Geisei-observatoriet. Den är uppkallad efter The Kochi Prefecture Cultural and Educational Association.
Asteroiden har en diameter på ungefär 4 kilometer.